# عباس‌آباد (حومه)
عباس‌آباد روستایی در دهستان حومه بخش مرکزی شهرستان دامغان استان سمنان ایران است.

## جمعیت
بر پایه سرشماری عمومی نفوس و مسکن در سال ۱۳۹۵ جمعیت این روستا ۶۱ نفر (در ۲۸ خانوار) بوده است.